# Обична јаребица
Јаребица или пољска јаребица (лат. Perdix perdix) је врста птице из породице фазана. Насељава подручја са умереном климом, али се ретко може наћи и на планинским заравнима и већим надморским висинама. Живи у Европи и западном делу Азије, а успешно је насељена и у Северну Америку, као ловна птица.

## Опис
То је птица величине око 35 cm, са распоном крила од око 50 cm. Има перје обојено разним нијансама сиве боје, док су на врату и прсима присутни црвенкасти преливи.
Пољска јаребица спада у групу краткопругашких летача и много времена проводи на земљи. Живи у јатима од 15—20 јединки. Храни се храном биљног и животињског порекла: инсекти, црви, скакавци, просо, зоб, пшеница, трава и сл.
Пољске јаребице имају добро развијено чуло слуха и вида. Живе око три године и, поред грабљиваца, велику опасност за њих представљају и хемијска средства која се у пољопривреди користе за сузбијање корова.

## Размножавање
Јединке живе у паровима, који се образују у периоду фебруара и марта. Убрзо након тога почињу да се паре и женка полаже до 18 сиво-зелених јаја у унапред припремљено гнездо. Она лежи на јајима 24 дана, док мужјак чува стражу. Након излегања младима је потребна велика количина хране, коју углавном чине инсекти.

## Процена популације у Србији
Јаребица због ловног притиска, криволова, уништавања али и природног зарастања станишта постаје све ређа. Њена популација је у већем делу земље кроз дужи период у опадању, а у Војводини најизраженије, због интензивне аграризације] и употребе пестицида у пољопривреди. Због овога се повремено уводе ловостаји.
Процењује се да у Србији и КиМ гнезди између 20.000 и 28.000 парова, а од тога у Војводини свега око 1.000 парова. Запажено је да се препелица из нижих крајева све више повлачи у планинске.